# Syracuse (Nova York)
|  | Per a altres significats, vegeu «Syracuse». |

Syracuse és la ciutat i capital del Comtat d'Onondaga a l'Estat de Nova York dels Estats Units d'Amèrica. Hi trobem la Universitat de Syracuse (Syracuse University, en anglès).

## Demografia
Segons el cens del 2006 tenia 140.658 habitants. Segons el cens del 2000, Syracuse tenia 147.306 habitants, 59.482 habitatges, i 30.335 famílies. La densitat de població era de 2.266,8 habitants per km².
Dels 59.482 habitatges en un 30,46% hi vivien nens de menys de 18 anys, en un 12,65% hi vivien parelles casades, en un 14,84% dones solteres, i en un 48,58% no eren unitats familiars. En el 38,2% dels habitatges hi vivien persones soles l'11,9% de les quals corresponia a persones de 65 anys o més que vivien soles. El nombre mitjà de persones vivint en cada habitatge era de 2,29 i el nombre mitjà de persones que vivien en cada família era de 3,11.
Per edats la població es repartia de la següent manera: un 25% tenia menys de 18 anys, un 16,8% entre 18 i 24, un 27,9% entre 25 i 44, un 17,5% de 45 a 60 i un 12,9% 65 anys o més.
L'edat mitjana era de 30 anys. Per cada 100 dones de 18 o més anys hi havia 84,7 homes.
La renda mitjana per habitatge era de 25.000 $ i la renda mitjana per família de 33.026 $. Els homes tenien una renda mitjana de 30.312 $ mentre que les dones 23.997 $. La renda per capita de la població era de 15.168 $. Entorn del 21,7% de les famílies i el 27,3% de la població estaven per davall del llindar de pobresa.

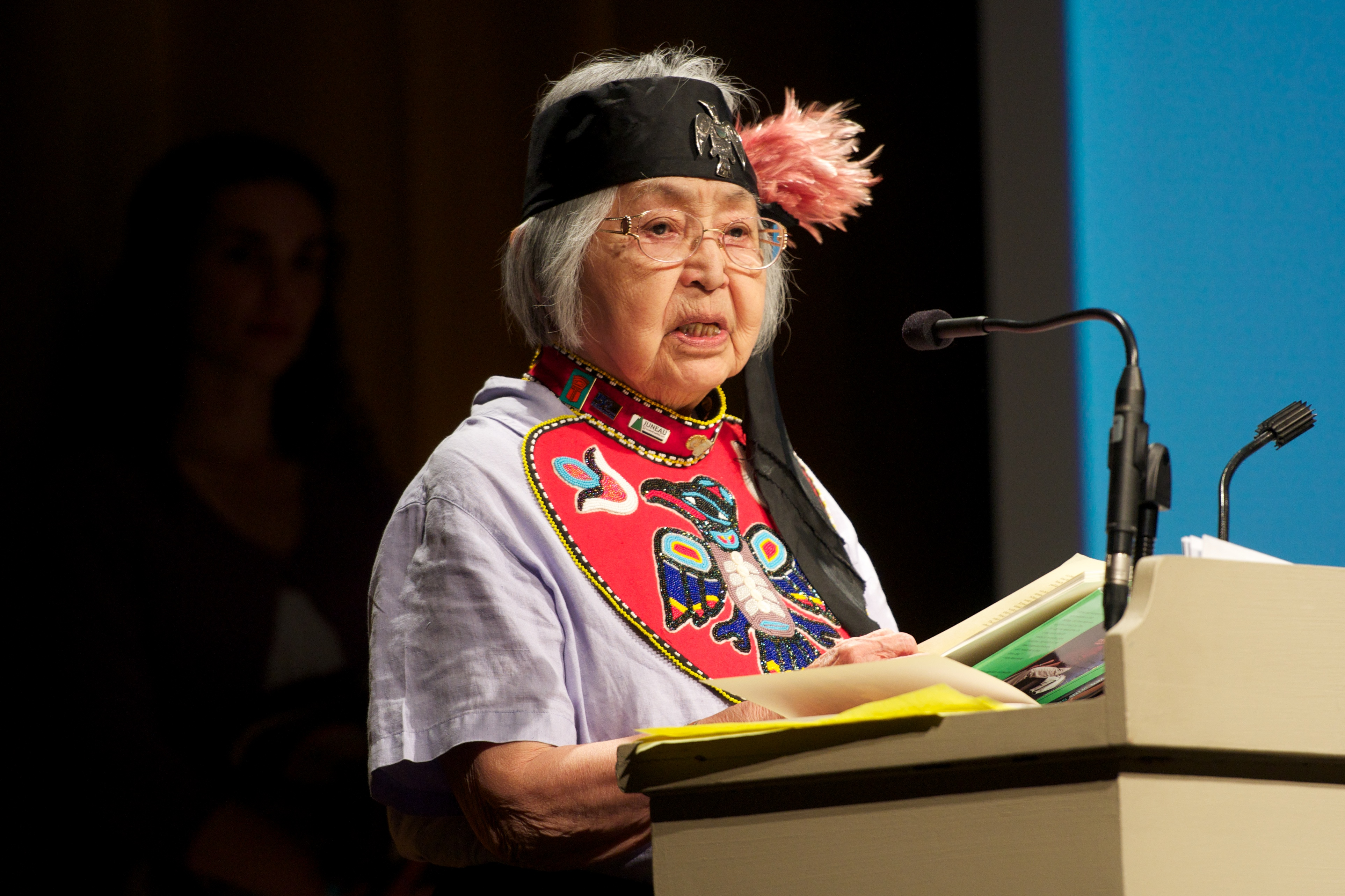
L'escriptora tlingit Nora Keix̱wnéi

## Personatges il·lustres
- Dana Vollmer (1987), nedadora i medallista olímpica
- George Edward Fox (1945), biòleg codescobridor dels arqueus
- Robert F. Engle (1942), premi Nobel d'Economia 2003
- James Nachtwey (1948), fotoperiodista i fotògraf de guerra
- Eric Carle (1929), autor i il·lustrador de literatura infantil
- Carl Richard Woese (1928 - Urbana, Illinois, 2012), microbiòleg codescobridor dels arqueus
- Rod Serling (1924 − Rochester, 1975), guionista de televisió, creador de la sèrie La dimensió desconeguda
- Nora Marks Dauenhauer Keix̱wnéi (1927−2017), escriptora tlingit